# Механізаторів (Кілемарський район)
Механіза́торів (рос. Механизаторов, марій. Механизатор) — селище у складі Кілемарського району Марій Ел, Росія. Входить до складу Ардинського сільського поселення.

## Населення
Населення — 204 особи (2010; 243 у 2002).
Національний склад (станом на 2002 рік):
- марі — 58 %
- росіяни — 37 %